# Olympische Sommerspiele 1964/Judo
Bei den XVIII. Olympischen Spielen 1964 in Tokio fanden vier Judo-Wettbewerbe für Männer statt. Austragungsort war der eigens zu diesem Zweck erbaute Nippon Budōkan im Bezirk Chiyoda. Judo stand zum ersten Mal überhaupt auf dem olympischen Programm, bis zur nächsten Austragung vergingen aber noch acht Jahre.

## Bilanz

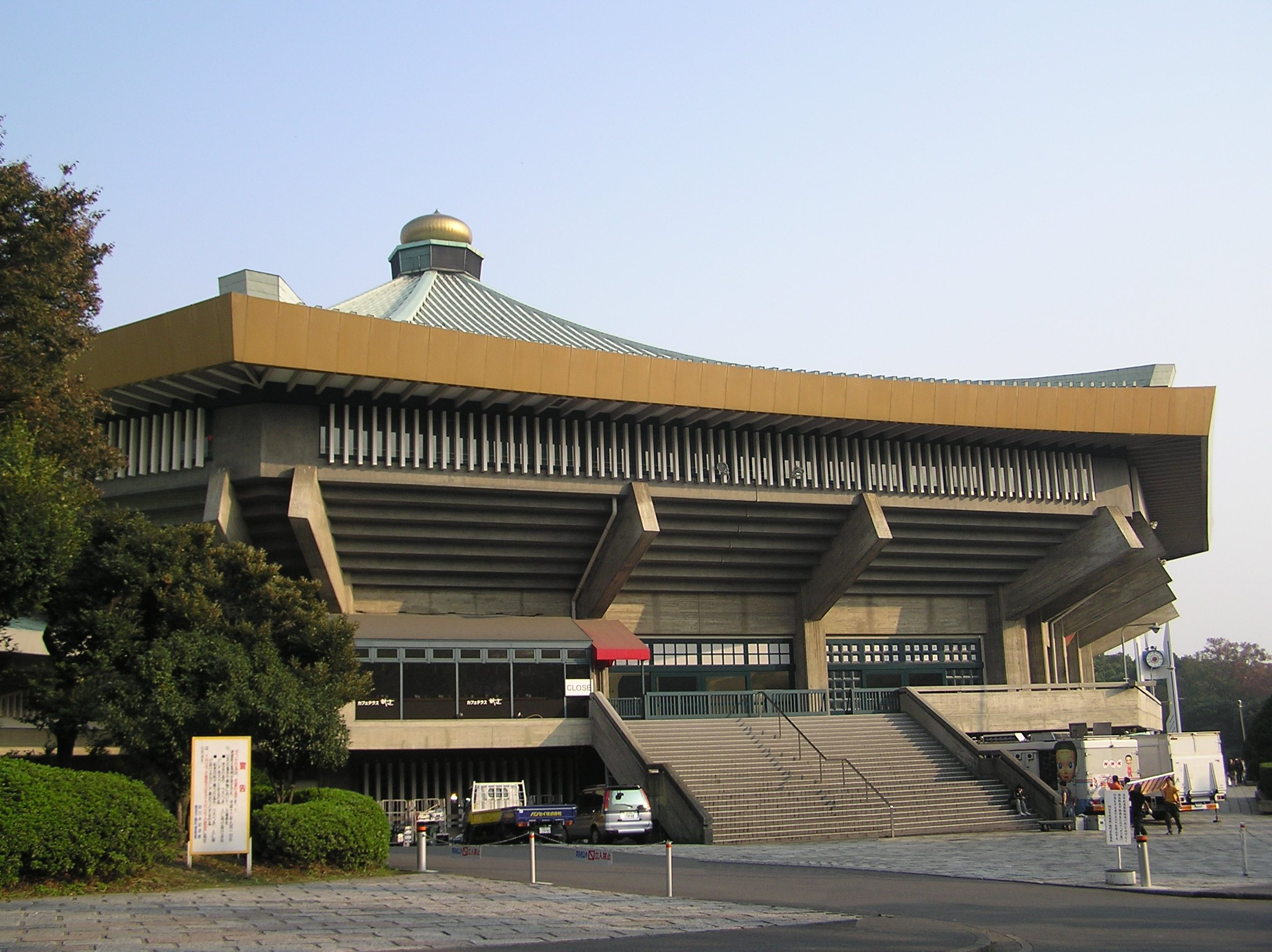
Nippon Budōkan

### Medaillenspiegel
| Platz | Land               | Gold | Silber | Bronze | Gesamt |
| ----- | ------------------ | ---- | ------ | ------ | ------ |
| 1     | Japan              | 3    | 1      | –      | 4      |
| 2     | Niederlande        | 1    | –      | –      | 1      |
| 3     | Deutschland        | –    | 1      | 1      | 2      |
| 4     | Kanada             | –    | 1      | –      | 1      |
| 4     | Schweiz            | –    | 1      | –      | 1      |
| 6     | Sowjetunion        | –    | –      | 4      | 4      |
| 7     | Australien         | –    | –      | 1      | 1      |
| 7     | Südkorea           | –    | –      | 1      | 1      |
| 7     | Vereinigte Staaten | –    | –      | 1      | 1      |

### Medaillengewinner
| Konkurrenz        | Gold              | Silber           | Bronze                               |
| ----------------- | ----------------- | ---------------- | ------------------------------------ |
| Leichtgewicht     | Takehide Nakatani | Eric Hänni       | Ārons Bogoļubovs Oleg Stepanow       |
| Halbmittelgewicht | Isao Okano        | Wolfgang Hofmann | James Bregman Kim Eui-tae            |
| Schwergewicht     | Isao Inokuma      | Douglas Rogers   | Ansor Kiknadse Parnaos Tschikwiladse |
| Offene Klasse     | Anton Geesink     | Akio Kaminaga    | Theodore Boronovskis Klaus Glahn     |

## Ergebnisse

### Leichtgewicht (bis 68 kg)

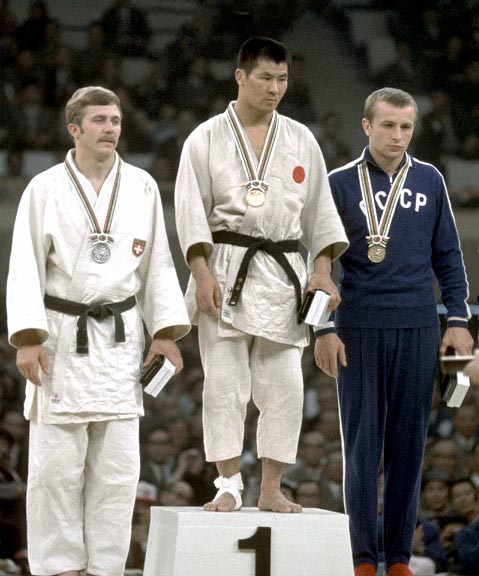
Siegerehrung (v.l.: Hänni, Nakatani, Stepanow)

| Platz | Land | Sportler             |
| ----- | ---- | -------------------- |
| 1     | JPN  | Takehide Nakatani    |
| 2     | SUI  | Eric Hänni           |
| 3     | URS  | Ārons Bogoļubovs     |
| 3     | URS  | Oleg Stepanow        |
| 5     | ROC  | Chang Won-ku         |
| 5     | USA  | Paul Maruyama        |
| 5     | KOR  | Park Chung-sam       |
| 5     | AUT  | Gerhard Zotter       |
| 9     | AUT  | Karl Reisinger       |
|       |      |                      |
| 19    | EUA  | Matthias Schießleder |

Datum: 20. Oktober 1964 

25 Teilnehmer aus 18 Ländern

### Halbmittelgewicht (bis 80 kg)
| Platz | Land | Sportler         |
| ----- | ---- | ---------------- |
| 1     | JPN  | Isao Okano       |
| 2     | EUA  | Wolfgang Hofmann |
| 3     | USA  | James Bregman    |
| 3     | KOR  | Kim Eui-tae      |
| 5     | FRA  | Lionel Grossain  |
| 5     | ARG  | Rodolfo Pérez    |
| 5     | BRA  | Lhofei Shiozawa  |
| 5     | NLD  | Peter Snijders   |
| 9     | AUT  | Alfred Redl      |

Datum: 21. Oktober 1964 

25 Teilnehmer aus 20 Ländern

### Schwergewicht (über 80 kg)

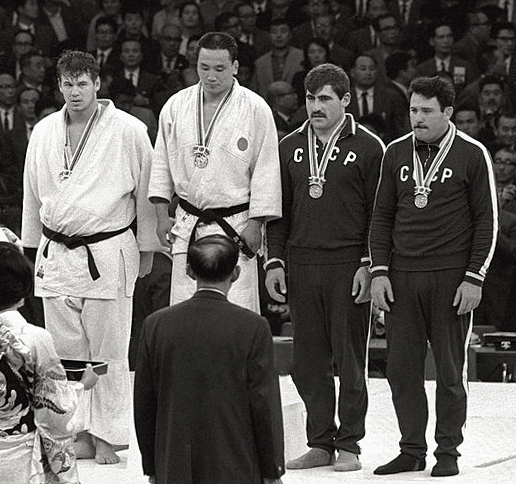
Alle Medaillengewinner bei der Siegerehrung (v.l.: Rogers, Inokuma, Tschikwiladse, Kiknadse)

| Platz | Land | Sportler              |
| ----- | ---- | --------------------- |
| 1     | JPN  | Isao Inokuma          |
| 2     | CAN  | Douglas Rogers        |
| 3     | URS  | Ansor Kiknadse        |
| 3     | URS  | Parnaos Tschikwiladse |
| 5     | KOR  | Kim Jong-dai          |
| 6     | ARG  | Michel Casella        |
| 6     | ROC  | Chang Chung-huei      |
| 6     | NLD  | Job Gouweleeuw        |
| 6     | USA  | George Harris         |
| 6     | ITA  | Nicola Tempesta       |
| 11    | EUA  | Herbert Niemann       |

Datum: 22. Oktober 1964 

14 Teilnehmer aus 12 Ländern

### Offene Klasse

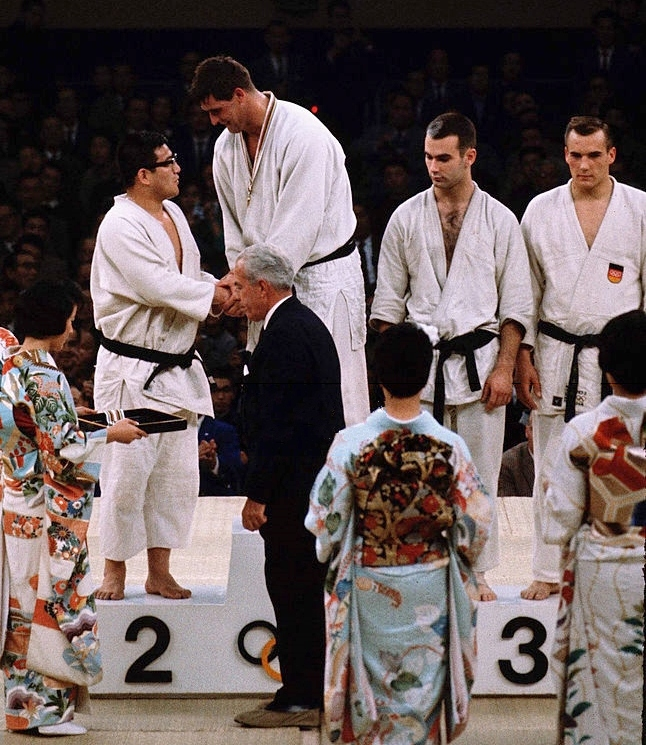
Die Medaillengewinner bei der Siegerehrung (v.l.: Kaminaga, Geesink, Boronovskis, Glahn)

| Platz | Land | Sportler                |
| ----- | ---- | ----------------------- |
| 1     | NLD  | Anton Geesink           |
| 2     | JPN  | Akio Kaminaga           |
| 3     | AUS  | Theodore Boronovskis    |
| 3     | EUA  | Klaus Glahn             |
| 5     | IRL  | John Ryan               |
| 6     | USA  | Ben Nighthorse Campbell |
| 7     | PHI  | Thomas Ong              |
| 8     | TUN  | Ali Hachicha            |
| 8     | GBR  | Alan Petherbridge       |

Datum: 23. Oktober 1964 

9 Teilnehmer aus 9 Ländern